# Шурман Віра Іванівна
Шýрман Ві́ра Івáнівна (нар. 23 липня 1960, Горобіївка) — українська поетеса, співачка, бард.

## Біографія
Народилася 23 липня 1960 року в селі Горобіївка Хмільницького району на Вінниччині, тепер — село Рибчинці.
Має статус «Мати-героїня» (мама 5 дітей). Мешкає у місті Хмільник.

## Творчість
Друкується у періодиці, є співавтором збірників поезій: «Пелюстки троянди», «Зоряні роси», «Село моє, ти — писанка подільська», «Квітне у Хміль-граді Золота Троянда», «Голосом Майдану», «Медобори-9», «Поетична топоніміка». Самобутня співачка і художниця, виконавиця оригінального автентичного співу, зокрема, пісень на власні вірші та на твори інших поетів (Любові Сердуніч, Наталі Нікуліної, Олександра Лактіонова, Василя Кобця, Тетяни Яковенко, Володимира Ярчука, Лідії Новікової, Оксани Дяків, Миколи Стасюка, Сергія Цушка). Переможниця Хмільницького районного та лауреат Вінницького обласного конкурсу «Колискова пісня». Була учасницею районного хору української народної пісні «Зорецвіт» (кер. — В. Кацулим). Зустрічається зі студентами та школярами міста, пропагує українське слово і пісню. 
Автор пісень на власні слова та на вірші інших поетів. Друкується у періодиці, є співавтором збірників поезій: «Пелюстки троянди», «Зоряні роси», «Село моє, ти — писанка подільська», «Квітне у Хміль-граді Золота Троянда», «Голосом Майдану», «Медобори-9», «Поетична топоніміка». Самобутня співачка і художниця. Пише для дорослих і дітей.

## Авторка музики і виконавиця пісень
Виконавиця оригінального автентичного співу, зокрема, пісень на власні вірші та на твори інших поетів: Любові Сердунич, Наталі Нікуліної, Олександра Лактіонова, Василя Кобця, Оксани Дяків, Тетяни Яковенко, Володимира Ярчука, Лідії Новикової, Миколи Стасюка, Сергія Цушка та на мелодію Івана Пустового. Пісня «Сонце в зеніті» на вірш Оксани Дяків https://www.youtube.com/watch?v=BQ5jlLLOan8

## Авторка пісень
- «Пісня Марусі Чурай»,
- «Це не моя мелодія»,
- «Зозуленька»,
- «Намріялось, надумалось, наснилось»,
- «Душі моєї лопнула струна»,
- «Живи, мою щоб виправдати смерть» і багато інших.

## Співавтор збірників та альманахів
- Збірник «Зоряні роси» (2002, редактор — Микола Заруба),
- Збірник «Квітне у Хміль-граді Золота Троянда» (редактор-упорядник — Любов Сердунич,
- Збірник «Село моє, ти — писанка подільська» ((редактор-упорядник — Любов Сердунич,
- Збірник «Голосом Майдану» (редактор-упорядник — Любов Сердунич.
- Альманах «Поетична топоніміка» Поетична топоніміка.
- «Медобори-9».
- «У барвах прапора Вкраїни моя Хмельниччина цвіте» (ред. — Сергій Гальчак), 2016.
- «Я кораблик намалюю» (ред. — Микола Заруба), 2015.

## Публікації у збірниках і пресі
1. Пелюстки троянди. Поезії. — Дрогобич: Видавнича фірма «Відродження», 2000. — с. 153—154.
2. «Вербовая колисонька», «Хлюпоче радістю блакить…», «Розмова», «Молитва» (Поезії) // Зоряні роси (Альманах). Ред. М. Заруба. — Хмільник: РІА «Пульсар», 2004. — С.181 — 183.
3. «Чи від мене це все?..», «В твоїх руках ще стільки ніжності…» (Поезія) // Село моє, ти — писанка подільська (Альманах). Ред.-упор. Л. Сердунич. — Хмельницький: ПП Пантюк С. Д., 2009. — С.72.
4. «Така любов буває…», «Спориш», «Мамі Марії», «Чи від мене це все…» // Квітне у Хміль-граді Золота Троянда (Альманах). Редактор-упорядник Л. Сердунич: Вид-во ПП Цюпак А. А., 2010. — С.90 — 91.
5. Шурман В., «Ще Коляда в мені дзвеніла…», «Дай Бог себе не відректися…», «Гоее матері — невтішне…», «І слава, Господи, що Ти є!..», «Живи!» (поезії) // Голосом Майдану (Твори про Майдан і путинсько-українську війну 2014 року). Редактор-упорядник Л. Сердунич. — Вінниця: Т. Барановська, 2014 р.. — С.71 — 74.
6. Шурман В. Поезії // Медобори (Альманах. Ч. 9). — Хмельницький: ФОП Цюпак А. А., 2015. — С..
7. «Я — не вовчиця…» — // Я та місто. — Ч. 42, 20 листопада 2014 р. — С.7.
8. Малюнки. // Я та місто. Я та місто. — Ч. 42, 20 листопада 2014 р. — С.7.

## Учасниця фестивалів
- «Яблуневий спас» (2015).
- «Підкова Пегаса» (2015). https://www.facebook.com/events/844229319004846/
- «Старосинявська весна».
- Фестиваль «ЗаліщикиФест» (2016).

### Учасниця подій і масових заходів
1. Творча зустріч поетеси Любові Сердунич зі студентами «Серце — щоб жити, душа — щоб задля України» (Хмельницька педакадемія, 14 квітня 2014 р.).
2. Творчий вечір з нагоди 50-річчя Любові Сердунич (смт Стара Синява, центральна районна бібліотека, 4 лютого 2009 р.).
3. Свято поезії «Старосинявська весна» (смт Стара Синява, Хмельниччина).
4. Нарада творчої молоді Вінниччини та Вінницького обласного літературного об'єднання ім. В.Стуса, 17 травня, 17 вересня 2008 р.).
5. Учасниця першої літературно-мистецької «Імпрези по-самчиківському», с. Самчики (Старокостянтинівщина, Хмельницька обл.), 29 червня 2014 р..
6. Учасниця презентації збірника «Медобори-9» Хмельницького відділення Конгресу Українських Літераторів (КУЛ), м. Хмельницький, 17 квітня 2015 р..
7. Учасниця всеукраїнського фестивалю поезії на Вінниччині «Підкова Пегаса» 18 — 19 липня 2015 року.